# Furius ISO Mount
Furius ISO Mount é um programa para montar e gravar imagens de disco. Ele é compatível com os formatos ISO, IMG, BIN, MDF e NRG.